# 栗山美政
栗山 美政（くりやま よしまさ、1947年3月28日 - ）は、日本の政治家。元大阪府田尻町長（3期）。

## 来歴
1969年（昭和44年）、関西大学文学部卒業。
2003年（平成15年）7月、読売新聞大阪本社の販売局次長に就任。2006年（平成18年）6月、読宣の代表取締役社長に就任。2011年（平成23年）6月、田尻町人権協会会長に就任。
2015年（平成27年）11月22日に行われた田尻町長選挙に立候補。自由民主党の推薦を受けた現職の原明美、元町議の伊藤幸男らを破り、初当選した。投票率は過去最低の64.60％を記録した。12月1日、町長就任。
2019年（令和元年）の町長選は自民党の推薦を受けて立候補し、元町職員の山本克己を破り再選。投票率はさらに下がり、48.82％を記録した。
2025年（令和7年）6月2日、文化センターの建設計画が停滞している問題で、栗山は町議会議長に辞職届を提出した。計画推進のためには町長の交代が最善とし、次期町長選には立候補しないことを明らかにした。整備費用などをめぐって議会の賛同が得られず、栗山は3月に町長選、町議選を念頭に、自身の不信任決議案を出すよう求めたが、議会は応じていなかった。